# Спарток IV
Спарток IV (умер ок. 240 до н. э.) — базилевс (правитель) Боспорского царства (ок. 245—240 годы до н. э.) из династии Спартокидов. Сын Перисада II, брат Левкона II.
Сведения о Спартоке IV крайне скудны. В период его правления появляются монеты нового типа чеканки: с изображением орла с раскрытыми крыльями, дельфина на реверсе монет младшего номинала, что может навеять мотивы эллинизма.
Со второй половины III в. до н. э. начинается, по-видимому, упадок Боспорского царства, продолжавшийся несколько веков, и вызванный непрерывными столкновениями с соседними племенами, нестабильной политической обстановкой в Греции и Малой Азии. Это привело к уменьшению доходов государства, что не позволяло больше держать наемную армию, с которой расплачивались серебром, а это затрудняло борьбу со скифами. К тому же нужны были средства, чтобы откупаться от скифов и савромато-сарматов и даже, по-видимому, временами платить им дань. Всё это сказывалось и на внутреннем положении царства, вело к усилению эксплуатации зависимых земледельцев.